# Baudreville (Manica)
Baudreville è un comune francese di 82 abitanti situato nel dipartimento della Manica nella regione della Normandia.

## Società

### Evoluzione demografica
Abitanti censiti